# Brian Freeman
Pour les articles homonymes, voir Freeman.
Œuvres principales
- Série Jonathan Stride
- Série Jason Bourne

Brian Freeman, né le 27 mars 1963 à Chicago dans l'Illinois (États-Unis), est un écrivain américain de romans policiers. Il est notamment connu pour ses romans à suspense psychologique dont les héros sont Jonathan Stride et Serena Dial.

## Biographie
Brian Freeman est né le 28 mars 1963 à Chicago dans l'Illinois aux États-Unis.
Avant de se lancer dans l'écriture, il était directeur du marketing et de relations publiques au cabinet d'avocats international de Faegre & Benson.
Brian Freeman réside actuellement à Saint Paul dans le Minnesota (États-Unis) et est marié à Marcia Freeman.
Agency est un roman qu'il a écrit en 2009, sous le pseudonyme de Ally O'Brien  (ISBN 978-0312379445) :
Ce livre est différent des autres, c'est un livre d'aventure traité avec humour. On ne le trouve qu'en langue anglaise.
The Bone House et Spilled Blood sont des romans policiers, mais qui ne font pas partie de la série Jonathan Stride.
The Bone House introduit un nouveau protagoniste, Cab Bolton, qui revient dans Season of Fear.
West 57 est totalement en dehors du genre policier. Il a été autopublié sous le nom d'auteur B.N. Freeman.

## Œuvre

### SérieJonathan Stride
1. Jamais je ne reviendrai, 2006 ((en) Immoral, 2005)  (ISBN 2258069130)
2. Las Vegas Baby, 2008 ((en) Stripped, 2006)  (ISBN 2258075114)
3. Le Prix du péchè, 2009 ((en) Stalked, 2007)  (ISBN 978-2258076419)
4. Le Voyeur, 2010 ((en) In the Dark/The Watcher, 2008)  (ISBN 978-2298030266)
5. Je t'aurai, 2012 ((en) The Burying Place, 2009)  (ISBN 978-2258085138)
6. (en) The Cold Nowhere, 2013
7. (en) Turn to Stone, 2014
8. (en) West 57, 2015
9. (en) Goodbye to the Dead, 2016
10. (en) Marathon, 2017
11. (en) Alter Ego, 2018
12. (en) Funeral for a Friend, 2020
13. (en) The Zero Night, 2022

### SérieCab Bolton
1. L'empreinte du soupçon ((en) The Bone House, 2011)
2. (en) Season of Fear, 2014

### SérieFrost Easton
1. (en) The Night Bird, 2017
2. (en) The Voice Inside, 2018
3. (en) The Crooked Street, 2019

### SérieJason Bourne
1. (en) The Bourne Evolution, 2020
2. (en) The Bourne Treachery, 2021
3. (en) The Bourne Sacrifice, 2022
4. (en) The Bourne Defiance, 2023
5. (en) The Bourne Shadow, 2024
6. (en) The Bourne Vendetta, 2025

### Autres romans
- Suspecte, 2013 ((en) Spilled Blood, 2012)  (ISBN 9782258098534)
- (en) Thief River Falls, 2020
- (en) The Deep, Deep Snow, 2020
- (en) Infinite, 2021

## Ses héros
Jonathan Stride et Serena Dial sont des personnages de fiction créés par Brian Freeman. Ils sont tous les deux inspecteurs de police aux États-Unis, Jonathan dans l'État du Minnesota à Duluth et Serena dans l'État du Nevada à Las Vegas.

### Jonathan Stride
C'est un homme de quarante et un ans, un mètre quatre-vingts, yeux brun foncé, cheveux noirs parsemés de mèches grises. Il est inspecteur de police à Duluth, ancienne ville minière du Minnesota.
Il habite une petite maison qu'il avait achetée avec sa femme Cindy, au bord du lac Supérieur sur la Pointe. 
Psychologie
Cindy, sa femme est décédée d'un cancer. Depuis Jonathan vit reclus avec le souvenir permanent de Cindy avec laquelle il avait vécu pendant quinze ans. Les femmes ne l'attirent plus malgré tous les efforts de Maggie, sa coéquipière depuis sept ans. Un an après le décès de sa femme, il rencontre Andréa qui vit avec ses souvenirs, son mari qu'elle aime l'a quittée pour une autre. Ils se marient mais trois ans après, il croise Serena Dial pour les besoins d'une enquête et c'est le coup de foudre.

### Serena Dial
C'est une femme de trente cinq ans, belle et athlétique. Elle est née à Phoenix, elle mesure un mètre quatre-vingts environ, a des cheveux noirs et des yeux vert émeraude. Elle fait partie de la  police métropolitaine de Las Vegas.
Passé
Elle est arrivée à Las Vegas à l'âge de seize ans avec une amie. Elle ne parle jamais de son enfance pourtant elle se livrera à Jonathan dès leur première rencontre, sa mère une droguée a vendu maison, voiture et même sa fille pour payer ses doses et c'est ainsi qu'elle est tombée enceinte à seize ans, elle a avorté seule et s'est enfuie avec une amie à Las Vegas pour y trouver du travail. Quelques années plus tard, elle est entrée à l'école de police.
Psychologie
Son enfance, assez trouble, l'a beaucoup marquée. Ces collègues hommes l'ont surnommée "Barb" pour "barbelé" c'est-à-dire "entrée interdite". Elle tombe amoureuse de Jonathan dans Las Vegas Baby.

## Prix et distinctions

### Prix
- Prix Macavity 2006 du meilleur premier roman pour Immoral[3]
- Prix Thriller 2013 du meilleur roman pour Spilled Blood[4]

### Nominations
- Prix Edgar-Allan-Poe 2006 du meilleur premier roman pour Immoral[5]
- Prix Anthony 2006 du meilleur premier roman pour Immoral[6]
- Prix Barry 2006 du meilleur premier roman pour Immoral[7]
- Prix New Blood Dagger 2006 du meilleur premier roman pour Immoral[8]
- Prix Thriller 2011 du meilleur roman pour The Burying Place[4]
- Prix Edgar-Allan-Poe 2020 du meilleur livre de poche original pour The Deep, Deep Snow[5]